# Apolinary Szeluto
Apolinary Szeluto (* 23. Juli 1884 in Sankt Petersburg; † 22. August 1966 in Chodzież) war ein polnischer Komponist.

## Leben
Szeluto hatte ab dem neunten Lebensjahr Klavierunterricht und war während seiner Gymnasialzeit Schüler von Stanislaw Eksner, dem Leiter des Konservatoriums von Saratow. Von 1902 bis 1905 studierte er Jura an der Universität Warschau und daneben am Warschauer Konservatorium Musiktheorie bei Michal Biernacki, Harmonielehre bei Marek Zawirski, Komposition bei Zygmunt Noskowski und Instrumentation bei Roman Statkowski. Von 1906 bis 1909 studierte er Klavier bei Leopold Godowski in Berlin.
Mit Karol Szymanowski, Grzegorz Fitelberg und Ludomir Różycki gründete Szeluto 1906 die Gruppe Mloda Polska, die sich der Verbreitung zeitgenössischer polnischer Musik widmete. 1910 kehrte er nach Russland zurück und beendete sein Jurastudium an der Kaiserlichen Universität Dorpat. Bis 1918 wirkte er als Richter in der Nähe von Astrachan. Er beteiligte sich aktiv an der Oktoberrevolution 1917.
Nach der Unabhängigkeit Polens ging Szeluto 1918 nach Warschau, wo er bis 1934 die Abteilung für Statistik beim Justizministerium leitete. 1934 ließ er sich in Słupca als Notar nieder, kehrte aber nach einer dreiwöchigen Internierung in einem Lager in Lodz nach Warschau zurück. Nach 1945 wirkte er als Richter und Funktionär der Polnischen Sozialistischen Partei in Słupca.
Von 1909 bis 1931 war Szeluto als Konzertpianist aktiv. Sein umfangreiches kompositorisches Werk umfasst u. a. 25 Sinfonien, mehrere Orchestersuiten, fünf Klavierkonzerte, ein Violin- und ein Cellokonzert, 70 Opern und zwei Messen.

## Werke
- Trzydziesci kanonów für Klavier, 1903
- Dziewiec kanonów für Klavier, 1903
- Fugetta Fis-dur für Klavier, 1904
- Trzy fugi für gemischten Chor und Orgel, 1904
- Cztery preludia für Klavier, 1905
- Variations E-dur für Klavier, 1906
- Sonata F-dur für Cello und Klavier, 1906
- W mroku gwiazd, drei Lieder nach Tadeusz Miciński für Stimme und Klavier, 1907
- Morietur Stella, fünf Lieder nach Tadeusz Micinski für Stimme und Klavier, 1908
- Piec piesni do slów Heinricha Heinego für Stimme und Klavier, 1908–11
- Z poematów, drei Lieder nach Oscar Wilde für Stimme und Klavier, 1911
- Kalina, Oper, 1916–17
- Symfonia nr 1 D-dur "Akademicka", 1920
- Orzel Bialy für vierstimmigen Chor a cappella oder für Stimme oder gemischten Chor und Klavier 1920, 1925
- Pani Chorazyna, Oper, 1921–22
- Pan Tadeusz, sinfonische Suite für Orchester, 1923
- Switez, Ballett, 1923–24
- Sonata na fortepian H-dur, 1925
- Mazurek nr 1 A-dur für Klavier, 1925
- Maskarada, Lied nach Maria Kasterska für Stimme und Klavier, 1925
- Mazurek nr 2 H-dur für Klavier, 1925
- Mazurek nr 3 e-moll für Klavier, 1925
- Trzy piesni für Stimme und Klavier, 1925
- Polonez nr 1 Fis-dur für Klavier, 1925
- Menuet E-dur für Klavier, 1925
- Msza H-dur für zwei (Frauen)stimmen und Orgel oder Klavier, 1925
- W ciszy blekitnej, Lied für Stimme und Klavier, 1925
- Mazurek nr 4 G-dur für Klavier, 1926
- Etiuda Des-dur für Klavier, 1926
- Mazurek nr 5 E-dur für Klavier, 1926
- Mazurek nr 6 d-moll für Klavier, 1926
- Polonez nr 2 fis-moll für Klavier, 1926
- Mazurek nr 7 e-moll für Klavier, 1926
- Mazurek nr 8 D-dur für Klavier, 1926
- Mazurek nr 9 B-dur für Klavier, 1926
- Mazurek nr 10 a-moll für Klavier, 1926
- Polonez wojskowy nr 3 Des-dur für Klavier, 1926
- Polonez nr 4 h-moll für Klavier, 1926
- Romanse Fis-dur für Klavier, 1926
- Valse nr 1 A-dur für Klavier, 1926
- Valse nr 2 e-moll für Klavier, 1926
- Legenda "bohaterska" nr 1 D-dur für Klavier, 1926
- Rapsodia polska A-dur für Klavier, 1926
- Trzy poematy für Klavier, 1926–27
- Cztery mazurki für Klavier, 1926
- Dwa polonezy für Klavier, 1926
- Trzy mazurki für Klavier, 1926
- Trzy nokturny für Klavier, 1927
- Cztery mazurki für Klavier, 1927
- Szesc preludiów für Klavier, 1927
- Cztery mazurki für Klavier, 1927
- Cztery polonezy "Cztery pory roku" für Klavier, 1927
- Cztery mazurki für Klavier, 1927
- Piec etiud für Klavier, 1927–28
- Piec mazurków für Klavier, 1927
- Szesc preludiów für Klavier, 1927
- Cztery mazurki für Klavier, 1927–28
- Trzy nokturny für Klavier, 1927–28
- Cztery mazurki für Klavier, 1928
- Piec mazurków für Klavier, 1928
- Dwa nokturny für Klavier, 1928
- Dwa walce für Violine und Klavier, 1928
- Trzy etiudy für Klavier, 1928
- Trzy piesni für Stimme und Klavier, 1928
- Faktor turecki, Oper, 1929–30
- Kwartet smyczkowy Es-dur, 1931
- Sonata na skrzypce i fortepian D-dur, 1931
- Karnawal, Oper, 1932
- Cyrano de Bergerac, sinfonische Dichtungen für Orchester, 1933
- Koncert fortepianowy nr 1 H-dur, 1933–37
- Piesni für Stimme und Klavier, 1933
- Krakowiak Des-dur für Klavier, 1933
- Mackbet, sinfonische Dichtung für Orchester, 1933
- Dziennik muzyczny "Z kraju i o kraju", Improvisation für Klavier, 1935
- Orzel Bialy für vier Männerstimmen a cappella, 1938
- Sonata na fortepian nr 2 Des-dur, 1938
- Jubilate Deo für Chor a cappella, 1938
- Koncert fortepianowy nr 2 E-dur, 1939
- Zmierzch zycia, Orchestersuite, 1939
- Dwie piesni für Stimme und Klavier, 1939
- Trio D-dur für Violine, Cello und Klavier, 1940
- Eklog i Rapsod für Klavier, 1940
- Prolog, Con dolore i Agitato für Klavier, 1940
- Epizod, Arioso i Eroica für Klavier, 1940
- Animato i Nokturn As-dur für Klavier, 1940
- Risoluto i Nokturn G-dur für Klavier, 1940
- Koncert fortepianowy nr 3 h-moll, 1940
- Etiuda Des-dur i Adagio für Klavier, 1940
- Variations e-moll für Klavier, 1941
- Legenda nr 2 H-dur für Klavier, 1941
- Burleska nr 1 d-moll für Klavier, 1941
- Legenda nr 3 b-moll für Klavier, 1942
- Burleska nr 2 B-dur für Klavier, 1942
- Legenda nr 4 E-dur für Klavier, 1942
- Burleska nr 3 As-dur für Klavier, 1942
- Dwa walce für Klavier, 1942
- Koncert skrzypcowy A-dur, 1942
- Koncert wiolonczelowy D-dur, 1942
- Symfonia nr 2 "Spontaniczna", 1942
- Symfonia nr 3 "Impresyjna", 1942
- Symfonia nr 4 "Romantyczna", 1942
- Symfonia nr 5 "Majestatyczna", 1942
- Dwa walce für Klavier, 1943
- "Burleska nr 4 A-dur für Klavier, 1943
- Symfonia nr 6 "Uroczysta", 1943
- Symfonia nr 7 "Rewolucyjna", 1943
- Symfonia nr 8 "Rezurekcyjna czyli Wielkanocna", 1943
- Symfonia nr 9 "Elegijna", 1943
- Symfonia nr 10 "Orientalna" für Sopran, Chor und Orchester, 1943
- Symfonia nr 11 "Iberyjska czyli Hiszpanska", 1943
- Symfonia nr 12 "Nordycka czyli Polarna", 1943
- Polonez D-dur für Klavier, 1943
- Symfonia nr 13 "Samurajska", 1943
- Symfonia nr 14 "Neapolitanska", 1943
- Symfonia nr 15 "Los Angeles czyli Amerykanska", 1943
- Koncert fortepianowy nr 4 D-dur, 1943
- Rusticana i Arioso für Violine und Klavier, 1945
- Symfonia nr 16 "Fatum", 1945
- Symfonia nr 17 "Kujawska", 1945
- Mewa, Oper, 1946
- Dziewcze z karuzeli, Buffo-Oper, 1947
- Wiosna ludów, Oper, 1948
- Koncert fortepianowy nr 5 B-dur, 1948
- Muzyka Jankiela: Koncert nad koncertami für Orchester, 1948
- Piesni für Stimme und Klavier, 1948
- Dwie piesni do slów Adama Mickiewicza für Stimme und Klavier, 1948
- Czternascie piesni do slów Adama Mickiewicza für Stimme und Klavier, 1948–49
- Siedem piesni do slów Juliusza Słowackiego für Stimme und Klavier, 1949
- Dwie piesni do slów Juliusza Slowackiego für Stimme und Klavier, 1949
- Piesn Obronców Pokoju für Stimme und Klavier, 1949
- Piesn przodownika pracy i Piesn radosci pracy für Stimme und Klavier, 1949
- Piesn o Warszawie für Stimme und Klavier, 1949
- Piesn - prosba kobiet o pokój für Stimme und Klavier, 1949
- Z wedrówek po kraju, 3 Klaviersuiten, 1949
- Trzy etiudy na tematach ludowych für Klavier, 1949
- Trzy piesni ludowe für Chor, 1949
- Polska zada pokoju, Orchestersuite, 1949
- Etiuda d-moll "Matulu moja" für Klavier, 1949
- Nad wybrzezem Baltyku, Suite für Stimme und Orchester, 1949
- Dwie etiudy für Klavier, 1949
- Etiuda F-dur "Slaska", "Krakowska" i "Szeper" für Klavier, 1949
- Liscie w ogrodzie opadaja für Chor a cappella, 1949
- Gaska für Chor und Klavier oder für Chor, 1949, 1950
- Pismo na Sybir Lied für Stimme und Klavier, 1949
- Ptaszek, Lied für Stimme und Klavier, 1949
- Dwa mazurki für Klavier oder Orchester, 1949, 1950
- Mazur kurpiowski für Klavier, 1949
- Na Slasku, Improvisation für Stimme und Orchester, 1950
- Na Podhalu - w Tatrach, Suite für Stimme und Orchester, 1950
- Piesn o Szczecinie für Chor, 1950
- Piesni ludowe für Stimme und Klavier, 1950
- Piesn silnych für Stimme und Klavier, 1950
- Trzy piesni masowe für Stimme und Klavier, 1950
- Piesn o Stalinie für Stimme und Klavier, 1950
- Ballada o kubku für Stimme und Klavier, 1950
- Marsz sportowy i Marsz traktora für Chor und Klavier, 1950
- Burlaki znad Wolgi für Solostimme, Chor und Klavier, 1950
- Moskwa-Warszawa für Chor und Klavier, 1950
- Piesn o przysiedze na smierc Lenina für Chor und Klavier, 1950
- Do braci Polaków, Lied für Chor und Klavier, 1950
- Piesn o Stalinie für Chor und Klavier, 1950
- Dwie piesni masowe für Stimme und Klavier, 1950
- Trzy piesni für Stimme und Klavier, 1950
- Dwie piesni masowe für Stimme und Klavier, 1950
- Dwie piesni für Stimme und Klavier, 1950
- Droga, Lied für Stimme und Klavier, 1950
- Dwie piesni do slów Wlodzimierza Majakowskiego für Stimme und Klavier, 1950
- Przebudzenie smoka, Ballett, 1950
- Bron Pokoju, Oper, 1950
- Trzy piesni masowe für Stimme und Klavier, 1950
- Piec piesni masowych für Stimme und Klavier, 1950
- Dwie piesni für Stimme und Klavier, 1950
- Dwie piesni dla dzieci für Stimme und Klavier, 1950
- Piesn ZMP für Stimme und Klavier, 1950
- Aurora, Lied für Stimme und Klavier, 1950
- Patrol, Oper, 1951
- Monter W-Z, Oper, 1951
- Nowa Huta, Oper, 1951
- Symfonia nr 18 "Kurpiowska", 1951
- Suita kurpiowska für Violine und Klavier, 1951
- Suita kurpiowska für Streichquartett, 1951
- Symfonia nr 19 "Ku lepszemu jutru", 1951
- Chlopska droga do wolnosci, Orchestersuite, 1951
- Marsz für Klavier, 1951
- Marsz für Klavier, 1951
- Symfonia nr 20 "Radosc pracy zespolowej", 1951
- Symfonia nr 21 "Podhalanska", 1951
- Kwartet smyczkowy "Tatrzanski", 1951
- Marsz für Klavier, 1951
- Symfonia nr 22 "Na wielkich budowach komuny Zwiazku Rad", 1951
- Symfonia nr 23 "Wisla do morza", 1951
- Symfonia nr 24 "Litewska", 1951
- Symfonia nr 25 "Pokojowa praca na wielkich budowach planu 6-letniego", 1951
- Podwig Zoi, Oper, 1952
- Gieroj truda, Oper, 1952
- Gazda, Oper, 1952
- Antrakt für Sinfonieorchester, 1952
- Intermezzo für Sinfonieorchester, 1952
- Uwertura pastoralna für Sinfonieorchester, 1952
- Scherzo für Sinfonieorchester, 1952
- Suita mazowiecka für Solostimme, Chor und Orchester, 1952
- Kaprys für Sinfonieorchester, 1952
- Improwizacja für Sinfonieorchester, 1952
- Nie wojna a pokój wszystkim, Oper, 1952
- Kongres Pokoju w Wiedniu, Walzer für Sinfonieorchester, 1952
- Piesn bez slów für Sinfonieorchester, 1952
- Pokój ma byc, Oper, 1953
- Pokój swiatu, Oper, 1953
- Symfonia nr 26 "Radziecka", 1953
- Symfonia nr 27 "Chinska", 1953
- Arianie, Oper, 1953
- Pan Tadeusz, Oper, 1954
- Pory roku, Orchestersuite, 1954
- Golabek pokoju, Oper, 1954
- Modesta, Oper, 1955
- Na zlot przyjazni, Oper, 1955
- Symfonia nr 28 "Razem mlodzi przyjaciele", 1955
- Przyjazn i pokój, sinfonische Dichtung für Orchester, 1955
- Suita hiszpanska, Orchestersuite, 1955
- Eryk i Dorota, Oper, 1955
- Animato für Violine und Klavier, 1955
- Allegro für Violine und Klavier, 1955
- Cyrano de Bergerac, Ballett, 1956
- Hajduczek (Basia), Oper, 1956
- Malwa, Oper, 1956
- Plomien Olimpu, Oper, 1957
- Portret, Oper, 1957
- W teatrze na wyspie, Oper, 1957
- Latawczyk, Oper, 1957
- Romeo i Julia, Oper, 1958
- Fotosy primadonny, Oper, 1958
- Marek i Aurelia, Oper, 1958
- Ostatni koncert, Oper, 1958
- Millenium Poloniae, Oper, 1959
- La Belle Amie, Oper, 1959
- Kapral Basta, Oper, 1959
- Tama na Dunajcu, Oper, 1959
- Adwokat w Lyonie, Oper, 1959
- Ferie teatralne, Oper, 1959
- Przyjazn cyganska, Oper, 1960
- Ptak z kosmosu, Oper, 1960
- Janusz Korczak, Oper, 1960
- Rakietowcy, Oper, 1960
- Lacznosciowcy, Oper, 1961
- Obroncy Warszawy, Oper, 1962
- Zbyszko i Danka, Oper, 1962
- Wanda z Parany, Oper, 1962
- Kominiarz, Oper, 1962
- Anna Budowlana, Oper, 1962
- Powrót Juranda, Oper, 1962
- Wesoly grajek, Oper, 1962
- Uriel Akosta, Oper, 1963
- Jaszczur, Oper, 1963
- Wierna rzeka, Oper, 1963
- Santo (Sambo), Oper, 1963
- Slub na Helu a wesele w Krakowie, Oper, 1963
- Grek Dawson, Oper, 1963
- Barba, Oper, 1963
- Graf Palferin z Cyganerii, Oper, 1964
- Odlot w swiat, Oper, 1964
- Zolnierska przygoda, Oper, 1964
- Trzej panowie w cywilu, Oper, 1964
- Zbawca na srebrnym globie, Oper, 1964
- Na Podkarpaciu, Oper, 1964
- Arletta, Oper, 1965
- Freja z 7 wysp, Oper, 1965
- Nikol, Oper, 1965
- Stanley, Oper, 1965
- Speranca, Oper, 1965